# 西清孝
西 清孝（にし きよたか、1966年4月8日 - ）は、三重県生まれ、兵庫県神戸市灘区出身の元プロ野球選手（投手）。
現在は、中日ドラゴンズで打撃投手を務めている。

## 来歴

### 南海・ダイエー時代
兵庫・東灘高校でエースとして活躍。1984年に地元関西の阪急ブレーブス・南海ホークス・阪神タイガースの入団テストを受け、唯一合格した南海に同年オフのドラフト外で入団。同期入団に田口竜二、湯上谷宏、坂口千仙らがいる。
1987年4月25日の対近鉄バファローズ戦で初登板。この試合で村上隆行から初奪三振を記録。87年に左膝前十字靭帯断裂、89年には右膝半月板損傷と故障に苦しんだ。
1990年のシーズン途中に榊原聡一郎・本村信吾との2対2の交換トレードで松井隆昌と共に広島東洋カープに移籍。

### 広島時代
1990年は2球団にまたがり11勝を挙げ、ウエスタン・リーグ最多勝を記録。
1993年に戦力外通告を受け、一時は引退を考えたが、銚子利夫に誘われ（銚子の古巣である）横浜ベイスターズのテストを受け打撃投手兼任として入団。

### 横浜時代
1994年は選手登録はされたものの、実質打撃投手に専念したため二軍でも公式戦登板なし。現役復帰を目指していたため、打撃投手を務める際は打者の許可を取り正規の18.44mの位置から全力投球をしていた。
1995年は二軍でストッパー的役割を任されるなど、二軍ではあるものの36試合に登板し、選手として復帰を果たす。
1996年5月3日、対中日ドラゴンズ戦で移籍後一軍初登板。この年は22試合に登板。
1997年4月25日の対中日戦で、9回表6-6の同点の場面で5番手として登板。無失点に抑え、9回裏に石井琢朗の三塁打から無死満塁のチャンスを作り西の代打・井上純の犠飛でサヨナラ勝ちし、13年目にしてプロ初勝利を挙げる。13年目での初勝利はプロ野球最遅記録。8月24日の巨人戦では2-2で迎えた9回表に登板し一死満塁のピンチを招くも無失点で切り抜け、9回裏に駒田徳広のサヨナラ犠飛で勝利し2勝目を記録。プロ通算勝利はこの2勝のみに終わったが、共にサヨナラ犠飛によるものだった。この年は58試合に登板し防御率2.55を記録。チームの2位躍進に大きく貢献する。オフの契約更改では1400万円アップでサイン。また、1995年の沖縄春季キャンプで知り合った那覇市出身の女性との結婚も発表し、「年俸アップ分で、嫁さんが喜ぶ冷蔵庫を買いたいですね」とコメントした。
1998年は権藤博監督の中継ぎローテーションからは外れたが、点差が大きくついた試合など主に敗戦処理として活躍。チームの優勝に貢献し胴上げの輪にも加わる。日本シリーズでは登板はなかった。
1999年に戦力外通告を受け引退。10月15日の対ヤクルトスワローズ戦（横浜スタジアム）で引退試合が行われ、最後は胴上げをされた。

### 引退後
横浜の打撃投手に転向し、2002年まで務める。
2003年からは中日に打撃投手として移籍。
2024年からは一軍用具担当。

## 人物
- 愛称は「シャー」。東尾修の「トンビ」、北別府学（広島で同僚だった）の「ペイ」「ペー」と同じく、姓に方角の漢字が入っていることから麻雀の風牌が由来となっている。
- かつては稲尾和久（元西鉄ライオンズ）など、打撃投手兼任から現役専念になる投手は数多くいたが、近年ではかなり稀である。また、現役から兼任になり現役専念になった例は希少である。
- 人柄がいいことで知られ、選手からの信頼も厚く、ファンも多かった。そのため際立った実績は無かったが引退試合・胴上げが行なわれた。
- 中日選手では特に小田幸平が西を相手に打撃練習することが多かった。

## 詳細情報

### 年度別投手成績
| 年 度     | 球 団         | 登 板 | 先 発 | 完 投 | 完 封 | 無 四 球 | 勝 利 | 敗 戦 | セ 丨 ブ | ホ 丨 ル ド | 勝 率 | 打 者 | 投 球 回 | 被 安 打 | 被 本 塁 打 | 与 四 球 | 敬 遠 | 与 死 球 | 奪 三 振 | 暴 投 | ボ 丨 ク | 失 点 | 自 責 点 | 防 御 率 | W H I P |
| --------- | ------------- | ----- | ----- | ----- | ----- | -------- | ----- | ----- | -------- | ----------- | ----- | ----- | -------- | -------- | ----------- | -------- | ----- | -------- | -------- | ----- | -------- | ----- | -------- | -------- | ------- |
| 1987      | 南海 ダイエー | 2     | 0     | 0     | 0     | 0        | 0     | 0     | 0        | --          | ----  | 14    | 2.1      | 4        | 1           | 3        | 0     | 0        | 1        | 1     | 0        | 5     | 5        | 19.29    | 3.00    |
| 1989      | 南海 ダイエー | 3     | 0     | 0     | 0     | 0        | 0     | 0     | 0        | --          | ----  | 15    | 3.0      | 5        | 2           | 2        | 0     | 0        | 0        | 0     | 0        | 5     | 5        | 15.00    | 2.33    |
| 1991      | 広島          | 1     | 0     | 0     | 0     | 0        | 0     | 0     | 0        | --          | ----  | 4     | 1.0      | 0        | 0           | 1        | 0     | 0        | 0        | 0     | 0        | 0     | 0        | 0.00     | 1.00    |
| 1993      | 広島          | 5     | 0     | 0     | 0     | 0        | 0     | 0     | 0        | --          | ----  | 28    | 5.2      | 8        | 3           | 3        | 0     | 0        | 2        | 0     | 0        | 6     | 6        | 9.53     | 1.94    |
| 1996      | 横浜          | 22    | 0     | 0     | 0     | 0        | 0     | 2     | 0        | --          | .000  | 116   | 26.1     | 32       | 1           | 10       | 0     | 0        | 16       | 1     | 0        | 21    | 18       | 6.15     | 1.59    |
| 1997      | 横浜          | 58    | 0     | 0     | 0     | 0        | 2     | 2     | 0        | --          | .500  | 219   | 53.0     | 43       | 9           | 15       | 5     | 5        | 30       | 0     | 0        | 17    | 15       | 2.55     | 1.09    |
| 1998      | 横浜          | 22    | 0     | 0     | 0     | 0        | 0     | 1     | 0        | --          | .000  | 109   | 24.1     | 32       | 2           | 6        | 1     | 0        | 9        | 1     | 0        | 13    | 11       | 4.07     | 1.56    |
| 1999      | 横浜          | 12    | 0     | 0     | 0     | 0        | 0     | 0     | 0        | --          | ----  | 59    | 12.2     | 22       | 2           | 1        | 1     | 0        | 5        | 0     | 0        | 9     | 9        | 6.39     | 1.82    |
| 通算：8年 | 通算：8年     | 125   | 0     | 0     | 0     | 0        | 2     | 5     | 0        | --          | .286  | 564   | 128.1    | 146      | 20          | 41       | 7     | 5        | 63       | 3     | 0        | 76    | 69       | 4.84     | 1.46    |

- 南海（南海ホークス）は、1989年にダイエー（福岡ダイエーホークス）に球団名を変更

### 記録
- 初登板：1987年4月25日、対近鉄バファローズ2回戦（大阪スタヂアム）、7回表2死に4番手で救援登板、1回1/3を2失点
- 初奪三振：同上、8回表に村上隆行から
- 初勝利：1997年4月25日、対中日ドラゴンズ4回戦（横浜スタジアム）、9回表に5番手で救援登板・完了、1回無失点

### 背番号
- 59 （1985年 - 1990年途中）
- 41 （1990年途中 - 1993年）
- 67 （1994年 - 1999年）
- 86 （2000年 - 2001年）
- 95 （2002年）
- 124 （2003年 - 2023年）